# Sonobekel
Sonobekel is een bestuurslaag in het regentschap Nganjuk van de provincie Oost-Java, Indonesië. Sonobekel telt 4511 inwoners (volkstelling 2010).